# Волков, Лазарь Григорьевич
Ла́зарь Григо́рьевич Во́лков (1913—1992) — красноармеец Рабоче-крестьянской Красной Армии, участник Великой Отечественной войны, Герой Советского Союза (1944).

## Биография
Родился 15 июня 1913 года в селе Вельдеманово Княгининского уезда Нижегородской губернии (ныне Перевозского района Нижегородской области) в семье крестьянина. В 1926 году окончил четыре класса школы. В 1927—1929 годах был учеником на рыбном промысле в Гурьеве, в 1930—1932 годах был чернорабочим и электрослесарем на строительстве автомобильного завода в Горьком, в 1933—1936 годах — инспектором по заготовкам в Бутурлиновском районе. В 1936—1938 годах проходил службу в Рабоче-крестьянской Красной Армии, после демобилизации работал в родном селе в колхозе «Новый быт». 25 марта 1943 года он вторично был призван в армию Кожвинским районным военным комиссариатом Коми АССР. С 20 апреля того же года — на фронтах Великой Отечественной войны. Был сапёром 1318-го стрелкового полка 163-й стрелковой дивизии 27-й (затем — 38-й) армии Воронежского (затем — 1-го Украинского) фронта. Участвовал в Курской битве, освобождении Украинской ССР. Отличился во время битвы за Днепр.
В ночь с 1 на 2 октября 1943 года на рыбацкой лодке скрытно переправился через Днепр к югу от Киева и разминировал 33 противопехотных мины на западном берегу. Вернувшись обратно, он переправил через реку 37 автоматчиков и разведчиков, которые выбили с занимаемых позиций противника. Днём 2 октября совершил 50 рейсов, переправив весь личный состав стрелковых подразделений 1-го батальона 1318-го полка, несмотря на массированный артиллерийский, миномётный и пулемётный вражеский огонь.
Указом Президиума Верховного Совета СССР «О присвоении звания Героя Советского Союза генералам, офицерскому, сержантскому и рядовому составу Красной Армии» от 10 января 1944 года за «образцовое выполнение боевых заданий командования на фронте борьбы с немецко-фашистскими захватчиками и проявленные при этом отвагу и геройство» был удостоен высокого звания Героя Советского Союза с вручением ордена Ленина и медали «Золотая Звезда» за номером 3633.
Участвовал в боях на Лютежском плацдарме, освобождении Киева, Житомирско-Бердичевской, Корсунь-Шевченковской, Уманско-Ботошанской операциях. В апреле 1944 года в боях за освобождение Винницкой области получил тяжёлое ранение и после длительного лечения был демобилизован. Вернулся в родное село, был в нём председателем колхоза, заведующим зернозаготпунктом, начальником отделения связи.
Избирался депутатом Вельдемановского сельского и Перевозского районного Советов.
В 1969 году он вышел на пенсию. Умер 21 ноября 1992 года.
Был также награждён орденом Отечественной войны 1-й степени и рядом медалей.

## Память
- В 1995 году на его могиле был установлен бюст.
- В его честь названа улица в городе Перевоз[1].
- Правительство Нижегородской области в 2007 году присвоило имя Лазаря Волкова Центральной детской библиотеке г. Перевоз. 11 сентября 2007 на здании этой библиотеки была открыта мемориальная доска[3].